# Vayxır su anbarı
Vayxır su anbarı är en reservoar i Azerbajdzjan.   Den ligger i distriktet Nachitjevan, i den sydvästra delen av landet, 400 km väster om huvudstaden Baku. Vayxır su anbarı ligger 1 077 meter över havet.
Trakten runt Vayxır su anbarı består i huvudsak av gräsmarker. Runt Vayxır su anbarı är det ganska glesbefolkat, med 30 invånare per kvadratkilometer.